# Andrena triangulivalvis
Andrena triangulivalvis (лат.) — вид пчёл рода Andrena из семейства Andrenidae. Африка: Марокко. Название trianguli (треугольный) + valvis (клапан) было выбрано из-за примечательных мужских гениталий, в которых клапан пениса раздутый и имеет треугольную форму, сильно контрастируя с другими видами подрода Aciandrena.

## Описание
Длина около 6 мм. Самец A. triangulivalvis похож на других предстаавителей подрода Aciandrena с жёлтым полированным наличником, таких как Andrena pratincola. Однако его можно сразу же отделить от всех других Aciandrena с жёлтым наличником по строению гениталий. Нормальные гениталии Aciandrena простые, с относительно узким, немодифицированным клапаном пениса. Однако у A. triangulivalvis пенисный клапан раздувается и образует треугольник, который располагается между широкими гоностилями, имеющими слегка приподнятый внутренний край.